# Jeanne-Rosalie D'Humainbourg
Jeanne-Rosalie D'Humainbourg, död efter 1788, var en franskspråkig balettdansös. Hon tillhörde de mer betydande scenkonstnärerna vid  Österrikiska Nederländernas huvudscen La Monnaie i Bryssel mellan 1774 och 1788. 
Hon var dotter till sufflören Jean-Claude D'Humainbourg och syster till skådespelaren Marie D'Humainbourg, som båda var anställda vid samma teater. 
Hon debuterade i baletten på Monnaie säsongen 1774-75. Hon fick uppdraget att ensam dansa solo i tre akter vid en officiell högtid inför ståthållaren Karl Alexander av Lothringen redan 1775, och gjorde succé. Med undantag av säsongen 1780-81, var hon engagerad vid Monnaie fram till 1788. Hon utmärkte sig särskilt inom så kallade herdepastoraler.  